# Beguinarias Flamengas
Uma Beguinaria é um agrupamento de pequenas construções, usadas pelas Beguinas, beatas da Igreja Católica Romana. Fundadas no século XIII nos Países Baixos, por mulheres religiosas que serviam a Deus retirando-se do mundo.

## Beguinarias no Continente
Um "Begijnhof" (termo em holandês) ou Béguinage compreende um quarteirão cercado por pequenas habitações. Geralmente é envolto por um muro e isolado da cidade por um ou dois portões. As beguinas pobres e idosas ficam alojadas aqui e cuidadas por benfeitores.
As primeiras beguinarias foram desenvolvidas depois do século XII, na parte francesa da Bélgica, mais especificamente Liège. Eram encontradas em áreas, que hoje, correspondem à França, Bélgica, Holanda e Oeste e Noroeste da Alemanha.
As beguinas eram um movimento de mulheres religiosas. O seu sucesso, de acordo com o historiador Henri Pirenne, foi devido ao excesso de mulheres que sofriam com violência, guerras, operações militares e para-militares, que tomaram as vidas de muitos homens. Um grande número de mulheres não tinha opção a não ser unirem-se à coletividade segura e ao auxílio dos ricos benfeitores.
Da mesma maneira, os conventos de freiras no século XII tiveram um sucesso substancial. Regras rígidas, entretanto, faziam as mulheres procurarem locais mais flexíveis. Além disso, o sucesso inicial destas abadias, gerou recusa de muitos pedidos de admissão. Como um obstáculo adicional, em muitos casos um certo grau de prosperidade era necessário, como condição de admissão no convento regular.

## Beguinarias famosas na Bélgica
- Antwerp
- Bruges
- Dendermonde
- Diest
- Ghent
- Hasselt
- Hoogstraten
- Lier
- Leuven
- Mechelen
- Kortrijk
- Sint-Truiden
- Turnhout
- Tongeren

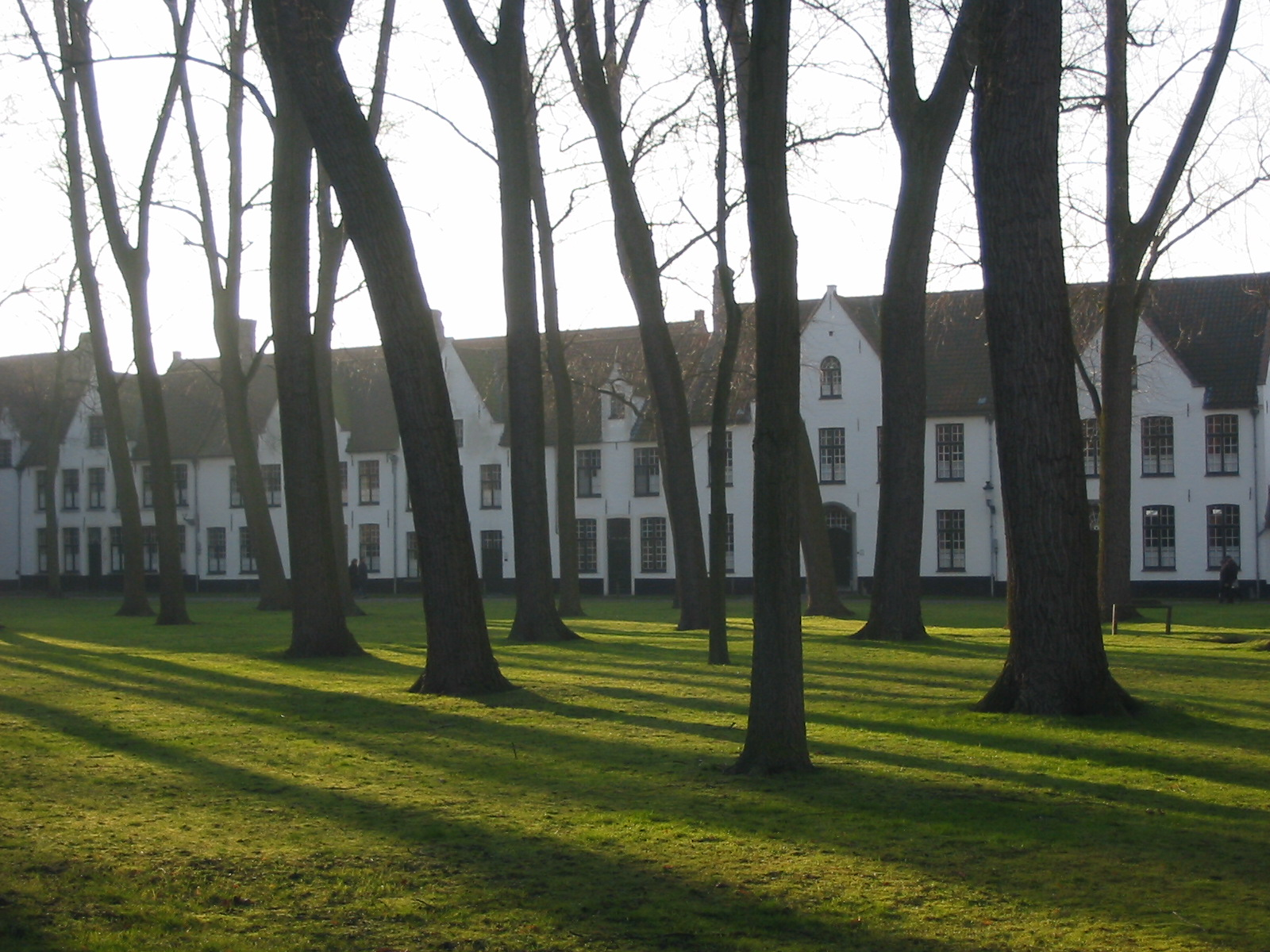
Beguinaria de Bruges

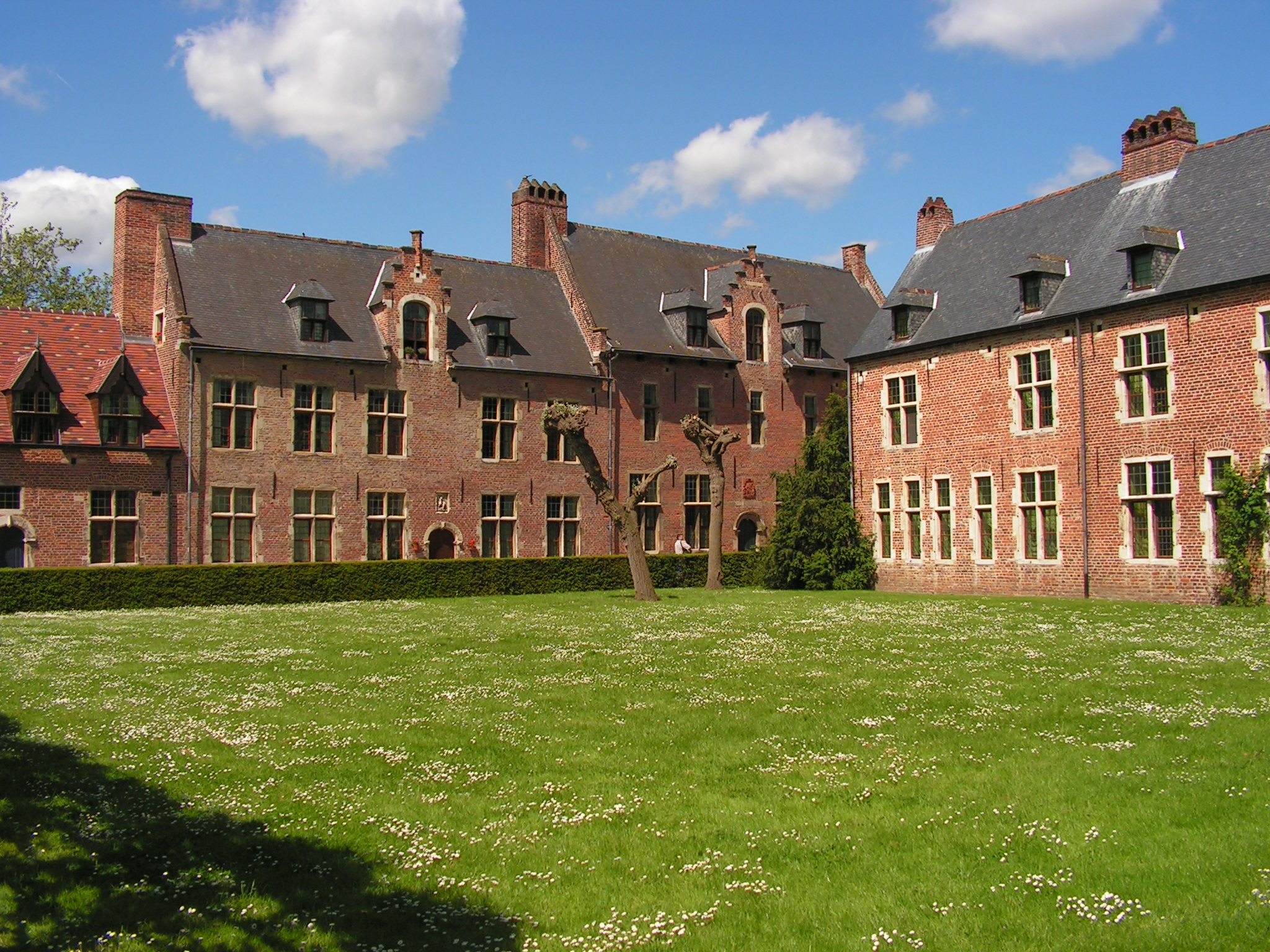
Grande Beguinaria de Leuven

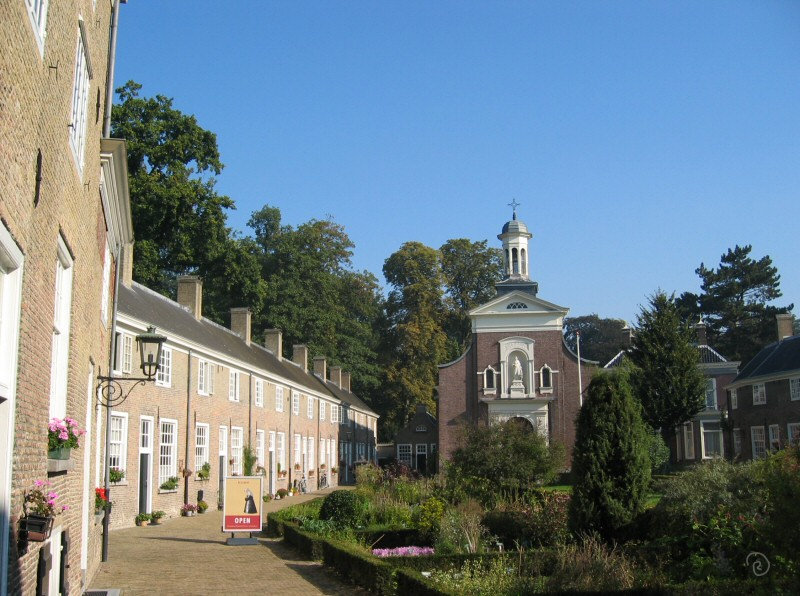
The Begijnhof /Beguinaria de Breda

As Beguinarias Flamengas são Patrimônio Mundial da UNESCO desde 1998

## Outras beguinarias ao redor do mundo
- Begijnhof, Amesterdão, Holanda
- Breda, Holanda
- Beguinaria de Saint Vaast, Cambrai, França
- Elm Hill Houses, Norwich, Inglaterra